# Philip Quast
Philip Quast (ur. 30 lipca 1957) – australijski aktor musicalowy, znany przede wszystkim z interpretacji roli Javerta w musicalu Les Miserables. Gra również w filmach i serialach telewizyjnych.

## Musicale i nagrody
Quast jest trzykrotnym laureatem nagrody Laurence Oliviera dla najlepszego aktora musicalowego:
- w 1991 r. za rolę George’a w Sunday in the Park with George
- w 1998 r. za rolę Dempseya Chandlera w Dempsey and Rowe
- w 2002 r. za rolę Emila de Becque w Rodgers and Hammerstein's South Pacific

Grał również Archibalda Cravena w Tajemniczym ogrodzie, Kandyda oraz Juana Perona w Evicie, a w 2007 r. Sędziego Turpina w Sweeney Todd. Obecnie występuje w roli George’a w Statku szaleńców.
Nagrał solową płytę Live at the Donmar.

## Javert
Poza wykonaniami teatralnymi Quast odtwarzał rolę Javerta między innymi:
- na nagraniu Complete Symphonic Recording w roku 1988,
- na koncercie Les Misérables – The Dream Cast in Concert w 10 rocznicę angielskiej premiery musicalu
- na koncercie Hey, Mr Producer poświęconym producentowi Les Miserables, Cameron Mackintoshowi.

Dzięki roli Javerta Quast zdobył międzynarodową sławę i stał się jednym z najbardziej popularnych aktorów Australii.

## Filmografia
- 1985 Emoh Ruo (Les Tunkley)
- 1987 Na osiemdziesiąt sposobów dookoła świata (Around the World in Eighty Ways), jako Wally Davis
- 1995 Napoleon (głos)
- 1999 Druga prawda (The Fall), jako Bradley
- 2002 Ja i Pani Jones (Me & Mrs Jones), jako Richard Bowden
- 2006 Jedno życzenie (Caterpillar Wish)
- 2007 Clubland (Ronnie Stubbs)
- 2011 Sobowtór diabła (The Devil’s Double), jako Saddam Hussein / Faoaz